# Batrachylodes
A Batrachylodes a kétéltűek (Amphibia) osztályába, a békák (Anura) rendjébe és a Ceratobatrachidae családjába tartozó nem.

## Előfordulása
A nembe tartozó fajok a Salamon-szigeteken honosak.

## Rendszerezés
A nembe az alábbi fajok tartoznak:
- Batrachylodes elegans
- Batrachylodes gigas
- Batrachylodes mediodiscus
- Batrachylodes minutus
- Batrachylodes montanus
- Batrachylodes trossulus
- Batrachylodes vertebralis
- Batrachylodes wolfi